# Sassy
Sassy é uma comuna francesa na região administrativa da Normandia, no departamento Calvados. Estende-se por uma área de 9,7 km². Em 2010 a comuna tinha 208 habitantes (densidade: 21,4 hab./km²).